# Capriasca
Capriasca est une commune suisse du canton du Tessin, située dans le district de Lugano.

## Histoire

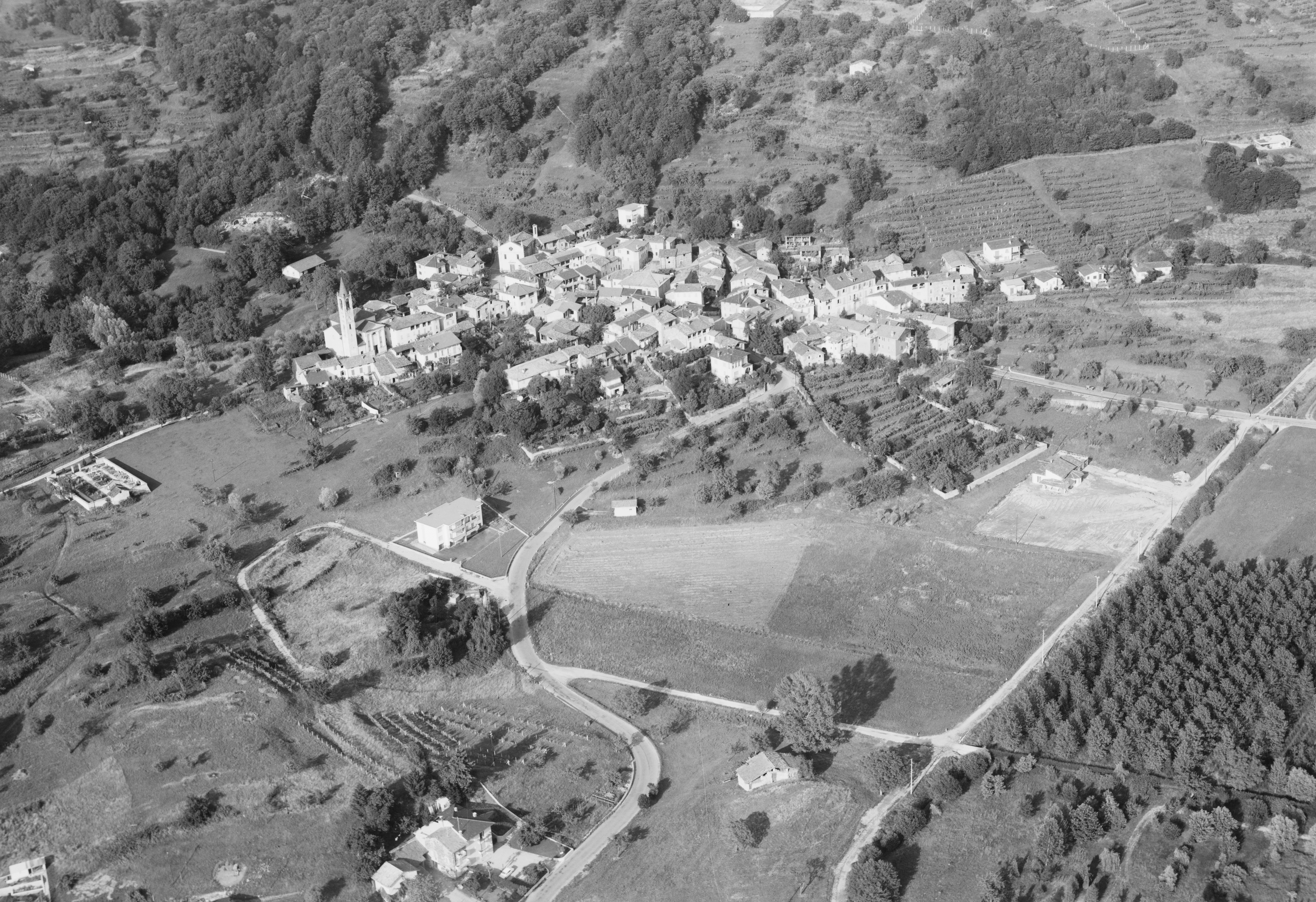
Vue aérienne (1964).

Elle est fondée le 15 octobre 2001 à la suite de la fusion des anciennes communes de Cagiallo, Lopagno, Roveredo Capriasca, Sala Capriasca, Tesserete et Vaglio.
Le 20 avril 2008, la commune s'agrandit encore en englobant les communes de Bidogno, Corticiasca et Lugaggia.

## Personnalités
1. Mimi Lepori Bonetti (1949-2016), politicienne tessinoise